# Everestiomyia antennalis
Everestiomyia antennalis är en tvåvingeart som beskrevs av Townsend 1933. Everestiomyia antennalis ingår i släktet Everestiomyia och familjen parasitflugor. Inga underarter finns listade i Catalogue of Life.